# Massa FM Lages
Massa FM Lages é uma emissora de rádio brasileira sediada em Lages, cidade do estado de Santa Catarina. Opera no dial FM, na frequência 92.1 MHz, e é afiliada à Massa FM. Pertence ao Sistema Catarinense de Comunicações, do empresário Roberto Amaral. Seus estúdios estão no edifício do SCC no Centro da cidade, e sua antena de transmissão está no topo do Morro do Pandolfo, às margens da Rodovia BR-116.

## História
A emissora foi fundada em 20 de março de 1983 como Rádio Araucária por Roberto Amaral, que também era proprietário da Rádio Clube, fundada por seu pai, Carlos Joffre do Amaral, e da TV Planalto (hoje SCC SBT).
Em fevereiro de 2006, a Rádio Araucária tornou-se afiliada à Rádio Globo, passando a se chamar Rádio Globo Lages. Em 2011, o Grupo SCC decide por um novo acordo com o Sistema Globo de Rádio, e a emissora passa a ser afiliada à Central Brasileira de Notícias, tornando-se CBN Lages a partir de 3 de outubro de 2011. A programação, que era popular, passou a ser totalmente jornalística, com o adendo das transmissões esportivas.
Em agosto de 2016, o Grupo SCC anunciou que a CBN Lages iria migrar para o dial FM, atendendo ao decreto federal de migração das rádios AM para FM, e que, a partir disso, também se desfiliaria da CBN e passaria a retransmitir a programação da Massa FM, rede de rádios do Grupo Massa. A rádio deixou de emitir seu sinal em 1390 kHz em 1.º de outubro, e estreou uma programação de expectativa na frequência 92.1 MHz. Em 10 de outubro, ao meio-dia, a rádio estreou oficialmente sua nova programação, passando a se chamar Massa FM Lages, e tornando-se a primeira emissora da rede em Santa Catarina.